# Union Grove (Wisconsin)
Union Grove é uma vila localizada no estado norte-americano de Wisconsin, no Condado de Racine.

## Demografia
Segundo o censo norte-americano de 2000, a sua população era de 4322 habitantes.
Em 2006, foi estimada uma população de 4859, um aumento de 537 (12.4%).

## Geografia
De acordo com o United States Census Bureau tem uma área de
4,4 km², dos quais 4,4 km² cobertos por terra e 0,0 km² cobertos por água. Union Grove localiza-se a aproximadamente 237 m acima do nível do mar.

## Localidades na vizinhança
O diagrama seguinte representa as localidades num raio de 16 km ao redor de Union Grove.